# Tony LaCava
Tony LaCava (né le 21 mai 1961 à Pittsburgh, Pennsylvanie, États-Unis) est l'actuel vice-président senior des opérations baseball des Blue Jays de Toronto, un club de la Ligue majeure de baseball, ainsi que l'assistant de leur directeur général, Ross Atkins. Du 2 novembre au 3 décembre 2015, LaCava est directeur général par intérim des Blue Jays.

## Biographie
Tony LaCava est joueur de baseball dans les ligues mineures à la position de troisième but en 1983 et 1984 avec des clubs affiliés aux Pirates de Pittsburgh.
En 1989, il décroche chez les Angels de la Californie un poste de dépisteur qu'il occupe pendant 10 ans. Directeur national du recrutement chez les Braves d'Atlanta en 2000, il est directeur du développement des joueurs chez les Expos de Montréal en 2001.
En 2002, il travaille au sein du département de recrutement des Indians de Cleveland. Sous les ordres de Mark Shapiro, il est notamment responsable de vérifier les rapports sur les prospects reçus des différents dépisteurs à travers les États-Unis, et a son mot à dire dans certaines transactions, entre autres celle entre Cleveland et Montréal qui implique Cliff Lee.
Après une saison à Cleveland, LaCava est engagé par les Blue Jays de Toronto en octobre 2002. En 2007, il est promu au poste d'assistant au directeur général J. P. Ricciardi, auquel s'ajoute en 2009 le poste de directeur du développement des joueurs.
Après la saison 2011, les Orioles de Baltimore lui proposent le poste de directeur général mais il décline l'offre. En septembre 2015, il est l'un des candidats pour le poste de directeur général laissé vacant par Jerry Dipoto chez les Angels de Los Angeles.
Le 2 novembre 2015, LaCava est nommé directeur général par intérim des Blue Jays de Toronto après que l'homme qui occupait ce rôle, Alex Anthopoulos, eut décliné le nouveau contrat qui lui était offert. En plus de ses fonctions de vice-président des Jays, LaCava était l'un des assistants d'Anthopoulos au cours des saisons précédentes. Le 3 décembre 2015, il est promu au poste de vice-président senior des opérations baseball, et est assistant du nouveau directeur général, Ross Atkins.